# Friedrich Karl Fröhlich
Friedrich Karl Fröhlich (* 14. März 1930 in Stettin; † 14. Januar 2001 in Augsburg) war ein deutscher Politiker (SPD).
Fröhlich erreichte die mittlere Reife und war als kaufmännischer Angestellter tätig.
1950 wurde Fröhlich Mitglied der SPD, für die er von 1960 bis 1966 Stadtrat in Augsburg und von 1966 bis 1986 Abgeordneter des Bayerischen Landtags war.

## Ehrungen
Fröhlich wurde mit der goldenen Ehrennadel des Bayerischen Schwerathletikverbands und des Bayerischen Siedlerbunds sowie der silbernen Verfassungsmedaille, dem Ehrenring der Stadt Augsburg, dem Bayerischen Verdienstorden sowie dem Bundesverdienstkreuz 1. Klasse ausgezeichnet.